# Dieter Matthes (Zoologe)
Dieter Matthes (* 21. August 1919 in Auerbach/Vogtl.; † 9. März 2012 in Uttenreuth) war ein deutscher Biologe und Zoologe.

## Leben
Dieter Matthes, Sohn des Studienrats Oskar Matthes sowie der Gertrud geborene Berndt, widmete sich nach dem Abitur den Studien der Zoologie, Botanik sowie Chemie an den Universitäten Leipzig, Innsbruck sowie Erlangen, die er, unterbrochen durch den Kriegsdienst in Russland sowie Dänemark, 1948 mit dem Erwerb des akademischen Grades eines Dr. phil. nat. abschloss.
Matthes war nach Kriegsende zunächst als Dorfschullehrer in Franken angestellt, bevor er 1949 eine Assistentenstelle am zoologischen Institut in Erlangen antrat, 1962 habilitierte er sich dort für das Fach Zoologie, im gleichen Jahr wurde er zum Privatdozenten, 1968 zum außerplanmäßigen Professor sowie 1978 zum Extraordinarius ernannt. 1985 übernahm er die Lehrstuhlvertretung, die er bis zu seinem Eintritt in den Ruhestand 1989 innehielt.
Seine Forschungen betrafen schwerpunktmäßig die Morphologie, aber auch die Ökologie und Systematik der Protozoen, die Parasitologie, die Tiersoziologie sowie die Sexualbiologie der Insekten.

## Schriften
- Die Kiemenfauna unserer Landasseln, Dissertation, Naturwissenschaftliche Fakultät, Erlangen 1948
- Excitatoren und Paarungsverhalten mitteleuropäischer Malachiiden, Habilitationsschrift, Erlangen-Nürnberg 1962
- Mit Fritz Wenzel: Die Wimpertiere (Ciliata), Franckh, Stuttgart 1966
- Tiere miteinander : Nutzniesser und Partner. Formen tierischer Vergesellschaftung, [Mit 37 Zeichnungen im Text von Walter Söllner und 8 Fototafeln], Franckh, Stuttgart 1967
- Vom Liebesleben der Insekten : kleine Sittengeschichte der Sechsbeiner, [Mit 37 Zeichnungen im Text nach Busnel und 8 Fototafeln] Franckh, Stuttgart 1972, ISBN 3440002764.
- Mit Carla Matthes: Plagegeister des Menschen : Parasiten an und in uns, Franckh, Stuttgart 1974
- Tiersymbiosen und ähnliche Formen der Vergesellschaftung, Fischer, Stuttgart, New York 1978
- Seßhafte Wimpertiere: Peritricha, Suctoria, Chonotricha, A. Ziemsen, 1982, ISBN 3-89432-317-5.
- Mit Walter Guhl, Gerhard Haider: Suctoria und Urceolariidae (Peritricha), Fischer, Stuttgart, New York 1988
- Tierische Parasiten : Biologie und Ökologie, Vieweg, Braunschweig, Wiesbaden 1988